# HomePod Mini
O HomePod mini é um alto-falante inteligente desenvolvido pela Apple Inc e lançado em 16 de novembro de 2020.

## Antecedentes
Com o lançamento do HomePod original, a Apple recebeu críticas por causa de seu preço elevado em comparação com concorrentes — o que resultou em vendas abaixo do esperado para o produto.
Para ingressar em um mercado de alto-falantes inteligentes de entrada dominado pelo Echo Dot (da Amazon), a empresa optou por lançar um modelo menor e, consequentemente, mais barato que o seu antecessor.

## Visão geral
Em relação ao HomePod original, o HomePod mini melhora a integração de Continuidade e Handoff, permite que a Siri reconheça as vozes de até seis pessoas e personalize as respostas para cada uma delas, e adiciona o recurso Intercom — também disponível em iPhones, iPads e Apple Watches — permitindo que usuários com mais de um HomePod se comuniquem com uns aos outros em salas diferentes. 
Ele é projetado para operar em temperaturas de 0° a 35 ºC) em umidade relativa entre 5% a 90% (sem condensação); e em altitudes de até 3.000 m. Ele também possui um sensor de temperatura e umidade. 